# Philodromus punctiger
Philodromus punctiger este o specie de păianjeni din genul Philodromus, familia Philodromidae, descrisă de O. P.-cambridge, 1908.
Este endemică în Insulele Canare. Conform Catalogue of Life specia Philodromus punctiger nu are subspecii cunoscute.